# Italispidea chaprapense
Italispidea chaprapense là một loài ruồi trong họ Tachinidae.